# Czterowektor
Czterowektor – wektor o czterech współrzędnych {\displaystyle A^{\alpha }=(A^{0},A^{1},A^{2},A^{3})} należący do czasoprzestrzeni, która jest przestrzenią 4-wymiarową (dokładniej przestrzenią wektorową pseudoeuklidesową).
Archetypem wszystkich 4-wektorów jest 4-wektor położenia. Na jego podstawie definiuje się wszystkie inne 4-wektory.

## Definicja 4-wektora kontrawariantnego
Nie każdy zespół 4 liczb można nazwać 4-wektorem. Aby tak było, musi być spełniony istotny warunek: 4 liczby otrzymane z pomiarów wykonanych przez różnych obserwatorów {\displaystyle O} oraz {\displaystyle O'} mierzących daną wielkość fizyczną na tym samym obiekcie i w tej samej sytuacji fizycznej (np. pomiar energii-pędu tej samej cząstki, która mija tę samą bramkę) muszą być ze sobą ściśle związane. W szczególności, jeżeli obserwator {\displaystyle O'} porusza się względem obserwatora {\displaystyle O} z prędkością {\displaystyle v} w kierunku osi {\displaystyle x,} to związki te zadane są przez transformację Lorentza:
{\displaystyle A^{'0}=\gamma \left(A^{0}-{\frac {v}{c}}A^{1}\right),}
{\displaystyle A^{'1}=\gamma \left(A^{1}-{\frac {v}{c}}A^{0}\right),}
{\displaystyle A^{'2}=A^{2},}
{\displaystyle A^{'3}=A^{3},}
gdzie:
- {\displaystyle A^{\alpha }=(A^{0},A^{1},A^{2},A^{3})} – wyniki pomiarów obserwatora {\displaystyle O,}
- {\displaystyle A^{'\alpha }=(A^{'0},A^{'1},A^{'2},A^{'3})} – wyniki pomiarów obserwatora {\displaystyle O',}
- {\displaystyle \gamma ={\frac {1}{\sqrt {1-{\frac {v^{2}}{c^{2}}}}}},}
- {\displaystyle c} – prędkość światła (zgodnie ze Szczególną Teorią Względności Einsteina identyczna dla każdego obserwatora).

Liczbę {\displaystyle A^{0}} nazywa się współrzędną czasową.
Liczby {\displaystyle A^{1},A^{2},A^{3}} nazywa się współrzędnymi przestrzennymi.
Czterowektor zapisany z górnymi indeksami nazywa się 4-wektorem kontrawariantnym.
Czterowektor kontrawariantny zapisuje się w skróconej formie w postaci
{\displaystyle A^{\alpha }=(A^{0},{\vec {A}}),}
gdzie {\displaystyle {\vec {A}}=(A^{1},A^{2},A^{3})=(A_{x},A_{y},A_{z})} – wektor o współrzędnych przestrzennych.

## Definicja 4-wektora kowariantnego
Ponadto definiuje się czterowektor z dolnymi indeksami – nazywa się je 4-wektorami kowariantnymi.
Wektory kowariantne w płaskiej czasoprzestrzeni (opisanej tensorem Minkowskiego – patrz niżej) różnią się od kontrawariantnych znakiem współrzędnych przestrzennych, tj.
{\displaystyle A_{\alpha }=(A_{0},A_{1},A_{2},A_{3})} – wektor kowariantny
oraz
{\displaystyle A_{0}=A^{0},\;A_{1}=-A^{1},\;A_{2}=-A^{2},\;A_{3}=-A^{3}.}
Czterowektor kowariantny zapisuje się w skróconej formie w postaci
{\displaystyle A_{\alpha }=(A_{0},-{\vec {A}}),}
gdzie {\displaystyle {\vec {A}}=(A^{1},A^{2},A^{3})=(A_{x},A_{y},A_{z})} – wektor (kontrawariantny) o współrzędnych przestrzennych.
Uwaga: Ogólna transformacja Lorentza może być reprezentowana za pomocą macierzy 4x4  Λ. Wtedy działanie transformacji Lorentza na 4-wektor kontawariantny  A, reprezentowany w postaci wektora kolumnowego, jest dana za pomocą mnożenia macierzy przez wektor.
4-wektory w postaci kowariantnej przedstawia się wtedy w postaci wierszowej; takie wektory transformują się za pomocą  mnożenia przez macierz transponowaną względem macierzy odwrotnej do macierzy Lorentza Λ. 

## Zasada opuszczania wskaźników 4-wektora
Aby otrzymać współrzędne kowariantne 4-wektora, należy pomnożyć współrzędne kontrawariantne przez tensor metryczny. Dla czasoprzestrzeni w ogólności zakrzywionej (rozważanej np. w Ogólnej Teorii Względności), związek między współrzędnymi kowariantymi i kontrawariantnymi dany jest za pomocą tensora metrycznego {\displaystyle g_{\alpha \beta }{:}}
{\displaystyle A_{\alpha }=g_{\alpha \beta }A^{\beta },}
przy czym sumuje się po powtarzającym się wskaźniku, przyjmując {\displaystyle \beta =0,1,2,3.}
W płaskiej czasoprzestrzeni tensor metryczny jest diagonalny (tzw. tensor Minkowskiego) i ma postać (oznaczaną tu symbolem {\displaystyle \eta _{\alpha \beta }})
{\displaystyle \eta _{\alpha \beta }={\begin{pmatrix}1&0&0&0\\0&-1&0&0\\0&0&-1&0\\0&0&0&-1\end{pmatrix}}.}
Dlatego opuszczanie wskaźnika sprowadza się tu do zmiany znaku przy współrzędnej przestrzennej kontrawariantnej.

## Zasada podnoszenia wskaźników 4-wektora
Aby otrzymać współrzędne kontrawariantne 4-wektora, mając współrzędne kowariantne, należy te ostatnie pomnożyć przez tensor metryczny. Dla czasoprzestrzeni w ogólności zakrzywionej związek między współrzędnymi kowariantymi i kontrawariantnymi dany jest za pomocą postaci kontrawariantnej tensora metrycznego {\displaystyle g^{\alpha \beta }{:}}
{\displaystyle A^{\alpha }=g^{\alpha \beta }A_{\beta },}
przy czym sumuje się po powtarzającym się wskaźniku, przyjmując {\displaystyle \beta =0,1,2,3.}
W płaskiej czasoprzestrzeni tensor metryczny kontrawariantny jest diagonalny (tzw. tensor Minkowskiego) i ma postać identyczną jak tensor kowariantny (oznaczaną tu symbolem {\displaystyle \eta ^{\alpha \beta }}), czyli
{\displaystyle \eta _{\alpha \beta }=\eta ^{\alpha \beta }={\begin{pmatrix}1&0&0&0\\0&-1&0&0\\0&0&-1&0\\0&0&0&-1\end{pmatrix}}.}
Podnoszenie wskaźnika sprowadza się więc do zmiany znaku przy współrzędnych przestrzennych kowariantnych
{\displaystyle A^{0}=A_{0},A^{1}=-A_{1},A^{2}=-A_{2},A^{3}=-A_{3}.}

## Długość 4-wektora
Czterowektory są obiektami geometrycznymi. Z tej racji np. ich długość obliczona w różnych układach odniesienia musi dać tę samą wartość. Kwadrat długości 4-wektora wyrażają 3 równoważne wzory:
{\displaystyle ||\mathbf {A} ||^{2}=A_{\alpha }A^{\alpha },}
{\displaystyle ||\mathbf {A} ||^{2}=g_{\alpha \beta }A^{\alpha }A^{\beta }} lub
{\displaystyle ||\mathbf {A} ||^{2}=g^{\alpha \beta }A_{\alpha }A_{\beta },}
przy czym sumuje się po powtarzających się wskaźnikach, przyjmując {\displaystyle \alpha ,\beta =0,1,2,3.}
Pierwszy wzór zapisany bez konwencji sumacyjnej Einsteina ma 4 składowe, a ostatnie dwa zawierają w ogólności po 16 składowych.
W płaskiej czasoprzestrzeni powyższe wzory na kwadrat długości 4-wektora sprowadzają się do postaci
- {\displaystyle A_{\alpha }A^{\alpha }=A_{0}A^{0}+A_{1}A^{1}+A_{2}A^{2}+A_{3}A^{3},}
- {\displaystyle \eta ^{\alpha \beta }A_{\alpha }A_{\beta }=A_{0}A_{0}-A_{1}A_{1}-A_{2}A_{2}-A_{3}A_{3},}
- {\displaystyle \eta _{\alpha \beta }A^{\alpha }A^{\beta }=A^{0}A^{0}-A^{1}A^{1}-A^{2}A^{2}-A^{3}A^{3}}

lub
- {\displaystyle \eta _{\alpha \beta }A^{\alpha }A^{\beta }=(A^{0})^{2}-(A^{1})^{2}-(A^{2})^{2}-(A^{3})^{2}.}

Z ostatniego wzoru widać, iż długość 4-wektora w czasoprzestrzeni nie wyraża się przez uogólniony wzór na długość wektora znany z geometrii Euklidesowej (w którym mielibyśmy sumę kwadratów współrzędnych); czasoprzestrzeń jest bowiem przestrzenią pseudoeuklidesową. W szczególności długości 4-wektorów mogą mieć wartości mniejsze od zera.

### Klasyfikacja 4-wektorów.
Ze względu na długość 4-wektory dzieli się na:
- czasowe – gdy {\displaystyle A_{\alpha }A^{\alpha }>0,}
- zerowe – gdy {\displaystyle A_{\alpha }A^{\alpha }=0,}
- przestrzenne – gdy {\displaystyle A_{\alpha }A^{\alpha }<0.}

Powyższe własności 4-wektorów są niezależne od układu odniesienia, gdyż: dokonując transformacji Lorentza danego 4-wektora do innego układu, otrzyma się inne współrzędne, ale jego długość nie zmieni się. Mówi się, że powyższe własności długości 4-wektorów są Lorentzowsko niezmiennicze. Np. 4-wektor czasowy w jednym układzie będzie wektorem czasowym w każdym układzie odniesienia.

## Iloczyn skalarny czterowektorów
Iloczyn skalarny 4-wektorów definiuje się następująco:
{\displaystyle \mathbf {A} \mathbf {B} =A_{\alpha }B^{\alpha },}
{\displaystyle \mathbf {A} \mathbf {B} =g_{\alpha \beta }B^{\alpha }A^{\beta }} lub
{\displaystyle \mathbf {A} \mathbf {B} =g^{\alpha \beta }B_{\alpha }A_{\beta }.}
Tak zdefiniowany Iloczyn skalarny jest niezmiennikiem przekształceń Lorentza. Gdy {\displaystyle \mathbf {A} =\mathbf {B} ,} to powyższe wzory sprowadzają się do wzorów na długość 4-wektora, podane wyżej.

## Kolejność czasowa zdarzeń. Związki przyczynowo-skutkowe
Niezmienniczość podziału 4-wektorów na czasowe, zerowe i przestrzenne prowadzi do wniosków:
(1) Tylko wtedy, gdy dwa zdarzenia  są oddzielone czasowym lub zerowym interwałem czasoprzestrzennym, to można o jednym z nich powiedzieć, iż jest wcześniejsze niż drugie; i to zdarzenie wcześniejsze może (ale nie musi) mieć wpływ na zdarzenie późniejsze 
Uwaga: Zdarzenie wcześniejsze wywrze wpływ na zdarzenie późniejsze, gdy podczas zajścia  zdarzenia wcześniejszego nastąpi emisja pola fizycznego, które poruszając się z prędkością światła dotrze do zdarzenia późniejszego i ponadto wywrze na nie wpływ.
(2)  Zdarzenia oddzielone interwałem przestrzennym nie mogą mieć wpływu na siebie, gdyż żadne oddziaływanie, nawet poruszające się z prędkością światła, nie jest w stanie dotrzeć od jednego ze zdarzeń do drugiego; takim zdarzeniom nie można przypisać też absolutnej kolejności czasowej.

## Czterowektor położenia w czasoprzestrzeni

### Definicja 4-wektora położenia
Czterowektorem położenia w czasoprzestrzeni nazywamy 4-wektor o postaciach:
- postać kontrawariantna (o górnych wskaźnikach)

{\displaystyle x^{\mu }=(x^{0},x^{1},x^{2},x^{3})\equiv (ct,x,y,z)\equiv (ct,{\vec {r}}),}
- postać kowariantna (o dolnych wskaźnikach)

{\displaystyle x_{\mu }=(x_{0},x_{1},x_{2},x_{3})\equiv (ct,-x,-y,-z)\equiv (ct,-{\vec {r}}).}
Współrzędna {\displaystyle x^{0}=ct} – tzw. współrzędna czasowa, {\displaystyle x^{1},x^{2},x^{3}} – tzw. współrzędne przestrzenne.
Uwaga:
Współrzędna czasowa 4-wektora położenia ma wymiar długości, podobnie jak pozostałych współrzędnych czterowektora (jest równa czasowi wyrażonemu w sekundach x prędkość światła w próżni, czyli jej wymiarem jest metr).

### Sens fizyczny 4-wektora położenia
Czterowektor położenia opisuje czas oraz położenie przestrzenne zajścia jakiegoś zdarzenia w czasoprzestrzeni, przy czym przez zdarzenie rozumie się jakieś krótkotrwałe zjawisko, np. fakt mijania słupka przez cząstkę – zjawisko to zachodzi w chwili {\displaystyle t} w położeniu {\displaystyle {\vec {r}}=(x,y,z),} co obserwator {\displaystyle O} opisuje za pomocą czterowektora {\displaystyle x^{\mu }=(ct,x,y,z).}

### Własności transformacyjne 4-wektora położenia
Temu samemu zdarzeniu inny obserwator {\displaystyle O'} przypisze własny czterowektor {\displaystyle x^{'\mu }=(ct',x',y',z'),} zawierający wyniki pomiaru czasu i położenia dokonane względem jego układu odniesienia i za pomocą jego własnego zegara. Zespoły liczb otrzymane przez różnych obserwatorów będą na ogół różnić się – jeżeli np. obserwatorzy są w ruchu względem siebie. Jednak wykonując pomiary wielu zdarzeń i porównując je ze sobą, obserwatorzy stwierdzą, że zachodzą między ich wynikami ścisłe zależności. W najprostszym przypadku, gdy obserwator {\displaystyle O'} porusza się względem obserwatora {\displaystyle O} z prędkością {\displaystyle v} w kierunku osi {\displaystyle x} – przy czym {\displaystyle v} oznacza tu współrzędną wektora prędkości – to związki te zadane są przez tzw. transformację Lorentza:
{\displaystyle ct'=\gamma \,\left(ct-{\frac {v}{c}}x\right),}
{\displaystyle x'=\gamma \,\left(x-{\frac {v}{c}}ct\right),}
{\displaystyle y'=y,}
{\displaystyle z'=z.}
Zapisując współrzędne w postaci {\displaystyle x^{\mu }=(x^{0},x^{1},x^{2},x^{3}),} transformacje Lorentza mają bardziej symetryczną postać
{\displaystyle x^{'0}=\gamma \,\left(x^{0}-{\frac {v}{c}}x^{1}\right),}
{\displaystyle x^{'1}=\gamma \,\left(x^{1}-{\frac {v}{c}}x^{0}\right),}
{\displaystyle x^{'2}=x^{2},}
{\displaystyle x^{'3}=x^{3}.}
Aby otrzymać transformację odwrotną, wystarczy do powyższej transformacji podstawić zamiast {\displaystyle v} symbol {\displaystyle -v} i zamienić symbole primowane z nieprimowanymi:
{\displaystyle ct=\gamma \,\left(ct'+{\frac {v}{c}}x'\right),}
{\displaystyle x=\gamma \,\left(x'+{\frac {v}{c}}ct'\right),}
{\displaystyle y=y',}
{\displaystyle z=z'.}
Uwaga: Współrzędne każdego innego 4-wektora poddane transformacji Lorentza muszą dać współrzędne tego 4-wektora w nowym układzie. Nie każdy zespół 4 liczb będzie więc 4-wektorem.

## Interwał czasoprzestrzenny zdarzeń

### Definicja
Df. Interwałem czasoprzestrzennym zdarzeń nazywa się długość różnicy dwóch czterowektorów, opisujących dwa zdarzenia w czasoprzestrzeni.
Interwał jest analogiem odległości w zwykłej przestrzeni.

### Niezmienniczość interwału
Tw. Interwał jest niezmiennikiem transformacji Lorentza.
Dowód:
(1) Rozważmy dwa zdarzenia {\displaystyle A} oraz {\displaystyle B} zachodzące w czasoprzestrzeni, np. {\displaystyle A} – cząstka mija bramkę, {\displaystyle B} – następuje eksplozja supernowej. Obserwator {\displaystyle O} przypisze tym zdarzeniom czterowektory położeń
{\displaystyle R_{A}(ct_{A},x_{A},y_{A},z_{A}),}
{\displaystyle R_{B}(ct_{B},x_{B},y_{B},z_{B}).}
Różnica czterowektorów jest czterowektorem {\displaystyle R_{A}-R_{B},} którego długość, czyli interwał w płaskiej czasoprzestrzeni wynosi
{\displaystyle (\Delta s)^{2}=(R_{B}-R_{A})^{2}=(ct_{B}-ct_{A})^{2}-(x_{B}-x_{A})^{2}-(y_{B}-y_{A})^{2}-(z_{B}-z_{A})^{2}.}
(2) Obserwator {\displaystyle O'} przypisze tym zdarzeniom czterowektory położeń
{\displaystyle R_{A}(ct_{A}',x_{A}',y_{A}',z_{A}'),}
{\displaystyle R_{B}(ct_{B}',x_{B}',y_{B}',z_{B}').}
Obliczając interwał w płaskiej czasoprzestrzeni, otrzyma
{\displaystyle (\Delta s')^{2}=(R_{B}'-R_{A}')^{2}=(ct_{B}'-ct_{A}')^{2}-(x_{B}'-x_{A}')^{2}-(y_{B}'-y_{A}')^{2}-(z_{B}'-z_{A}')^{2}.}
(3) Ponieważ współrzędne {\displaystyle (ct_{A},x_{A},y_{A},z_{A})} związane są ze współrzędnymi {\displaystyle (ct_{A}',x_{A}',y_{A}',z_{A}')} za pomocą transformacji Lorentza – i podobnie dla zdarzenia {\displaystyle B,} to podstawiając do ostatniego wzoru te zależności i wykonując proste przekształcenia, otrzyma się wyrażenie identyczne jak dla {\displaystyle (\Delta s)^{2},} tj.
{\displaystyle (\Delta s)^{2}=(\Delta s')^{2}.}
Oznacza to, że interwały obliczone dla dowolnych dwóch zdarzeń nie zależą od obserwatora. Mówimy, ze interwały są niezmiennikami transformacji Lorentza.
Niezmienniczość interwału stanowi o własnościach geometrycznych czasoprzestrzeni.

### Interwał dla światła
Interwał obliczony dla światła jest zerowy w tym sensie, że:
Jeżeli zdarzenie {\displaystyle A} polega na emisji światła z danego źródła, a zdarzenie {\displaystyle B} polega na odbierze tego światła przez jakiś detektor, to
{\displaystyle [c(t_{B}-t_{A})]^{2}=(x_{B}-x_{A})^{2}+(y_{B}-y_{A})^{2}+(y_{B}-y_{A})^{2},}
gdyż lewa strona równości przedstawia kwadrat drogi przebytej przez światło, a prawa strona przedstawia kwadrat odległości przestrzennej dzielącej źródło i detektor. Przenosząc wyrażenie z prawej strony na lewą, otrzyma się wyrażenie na interwał czasoprzestrzenny. Oznacza to, że interwał dla światła jest zerowy – i własność ta jest taka sama dla dowolnego obserwatora.
Uwaga:
Niezmienność interwału wynika de facto z postulatu niezmienniczości prędkości światła względem wszystkich obserwatorów, na którym Einstein w 1905 r. oparł Szczególną Teorię Względności. Transformacja Lorentza, którą w tym artykule zakłada się, jest tego konsekwencją.

## Różniczkads{\displaystyle ds}interwału czasoprzestrzennego zdarzeń
(1) Df. Różniczką {\displaystyle ds} interwału czasoprzestrzennego nazywa się interwał obliczony dla dwóch zdarzeń leżących w infinitezymalnej odległości czasoprzestrzennej.
(2) Np. jeżeli mamy dwa zdarzenia opisane 4-wektorami
{\displaystyle R_{A}=(ct,x,y,z),}
{\displaystyle R_{B}=R_{A}+dR=(ct+c\,dt,x+dx,y+dy,z+dz),}
to różniczkowy 4-wektor dzielący te zdarzenia wynosi
{\displaystyle dR=(c\,dt,dx,dy,dz).}
Jego długość oblicza się z ogólnego wzoru na długość 4-wektora, tj.
{\displaystyle ds^{2}\equiv (dR)^{2}=(c\,dt)^{2}-(dx)^{2}-(dy)^{2}-(dz)^{2}.}
Jeżeli współrzędne zdarzenia {\displaystyle A} oznaczymy symbolami {\displaystyle x^{0},x^{1},x^{2},x^{3},} a przyrosty tych współrzędnych oznaczymy symbolami
{\displaystyle dx^{0}\equiv c\,dt,\,dx^{1}\equiv dx,\,dx^{2}\equiv dy,\,dx^{3}\equiv dz,}
to różniczka {\displaystyle ds} wyrazi się w zwartej formie wzorem
{\displaystyle ds^{2}=\eta _{\mu \nu }dx^{\mu }dx^{\nu },}
gdzie {\displaystyle \eta _{\mu \nu }} – tensor metryczny Minkowskiego w punkcie {\displaystyle (x^{0},x^{1},x^{2},x^{3}).}
(3) W dowolnie zakrzywionej czasoprzestrzeni różniczka interwału {\displaystyle ds} wyrazi się wzorem
{\displaystyle ds^{2}=g_{\mu \nu }dx^{\mu }dx^{\nu },}
gdzie {\displaystyle g_{\mu \nu }} – tensor metryczny w punkcie {\displaystyle (x^{0},x^{1},x^{2},x^{3}).}

## Czterowektor prędkości

### Definicja
Czterowektorem prędkości nazywamy pochodną czterowektora położenia cząstki względem interwału czasoprzestrzennego:
{\displaystyle u^{\mu }={\frac {dx^{\mu }}{ds}},}
gdzie:
- {\displaystyle ds} – różniczka interwału czasoprzestrzennego dzielącego dwa bliskie zdarzenia leżące na linii świata cząstki, dla której definiuje się 4-wektor prędkości,
- {\displaystyle dx^{\mu }=(c\,dt,dx^{1},dx^{2},dx^{3})} –  czterowektor infinitezymalnego  przemieszczenia cząstki w czasoprzestrzeni.

Przy czym zachodzi związek:
{\displaystyle ds^{2}=dx_{\mu }dx^{\mu }=c^{2}dt^{2}-(dx^{1})^{2}-(dx^{2})^{2}-(dx^{3})^{2}.}
Aby pokazać, jaki jest sens fizyczny tak przyjętej definicji 4-wektora prędkości należy najpierw zauważyć, że:

### Tw. 1:ds=cdτ{\displaystyle ds=c\,d\tau }
gdzie {\displaystyle d\tau } – infinitezymalny upływ czasu własnego, przy czym {\displaystyle \tau } – tzw. czas własny cząstki, czyli czas mierzony w układzie, w którym cząstka (przynajmniej chwilowo) jest w spoczynku. Powyższy wzór oznacza, że:
Różniczka interwału {\displaystyle ds} dzielącego dwa bliskie zdarzenia leżące na linii świata cząstki jest proporcjonalna do upływu czasu własnego cząstki {\displaystyle d\tau ,} tj. czasu, jaki dzieli te zdarzenia, zamierzonego zegarem poruszającym się z cząstką.
Dowód:
W układzie, w którym cząstka spoczywa, jej przemieszczenia przestrzenne są zerowe, tj. {\displaystyle dx'=dy'=dz'=0.} Oznaczając upływ czasu w układzie cząstki symbolem {\displaystyle d\tau \equiv dt'} i podstawiając to do wzoru na interwał liczony w układzie cząstki, otrzyma się szukany wzór:
{\displaystyle ds^{2}=c^{2}d\tau ^{2}-(dx')^{2}-(dy')^{2}-(dz')^{2}=c^{2}d\tau ^{2},} cnd.

### Tw. 2:dt=γdτ{\displaystyle dt=\gamma \,d\tau }
– infinitezymalny upływ czasu {\displaystyle dt} mierzony w układzie, w którym cząstka ma prędkość przestrzenną {\displaystyle {\vec {v}},} jest większy o czynnik {\displaystyle \gamma } od upływu czasu w układzie cząstki (przy czym {\displaystyle \gamma } jest istotnie większa od 1 dla dużych prędkości {\displaystyle {\vec {v}}}).
Dowód:
Z transformacji Lorentza, napisanej dla różniczek przemieszczeń i czasu mamy
{\displaystyle c\,dt=\gamma \,\left(c\,d\tau +{\frac {v}{c}}dx'\right),}
gdzie przyjęto oznaczenie {\displaystyle d\tau \equiv dt'.} Przemieszczenia cząstki w układzie jej czasu własnego jest zerowe, tj. {\displaystyle dx'=0.} Stąd otrzymamy wzór (równoważny w sposób trywialny tezie twierdzenia)
{\displaystyle c\,dt=\gamma c\,dt',} cnd.
Ostatecznie z Tw. 1 oraz Tw. 2 mamy:
Między upływem czasu własnego cząstki, upływem czasu w układzie spoczynkowym oraz różniczką interwału dla zdarzeń na linii świata cząstki zachodzą zależności:
{\displaystyle ds=c\,d\tau =c\,dt{\frac {1}{\gamma }}=c\,dt{\sqrt {1-{\frac {v^{2}}{c^{2}}}}}.}
Wzory te pozwalają znaleźć postać 4-wektora prędkości, zależną w jawny sposób od prędkości cząstki, co pokazano niżej.

### Elementy przestrzenne 4-wektora prędkości
{\displaystyle u^{i}={\frac {dx^{i}}{ds}}={\frac {dx^{i}}{cdt{\sqrt {1-{\frac {v^{2}}{c^{2}}}}}}}=v^{i}{\frac {\gamma }{c}},}
gdzie: {\displaystyle i=1,2,3} oraz {\displaystyle v^{i}} – współrzędne wektora prędkości cząstki w przestrzeni {\displaystyle {\vec {v}}=(v_{x},v_{y},v_{z})\equiv (v^{1},v^{2},v^{3}),} takie że:
- {\displaystyle v^{1}=v_{x}={\frac {dx^{1}}{dt}},}
- {\displaystyle v^{2}=v_{y}={\frac {dx^{2}}{dt}},}
- {\displaystyle v^{3}=v_{z}={\frac {dx^{3}}{dt}}.}

### Element czasowy 4-wektora prędkości
{\displaystyle u^{0}={\frac {cdt}{cdt{\sqrt {1-{\frac {v^{2}}{c^{2}}}}}}}=\gamma .}

### Jawna postać 4-wektora prędkości
Na podstawie powyższych wzorów czterowektor prędkości można zapisać w postaci jawnie zależnej od prędkości {\displaystyle {\vec {v}}} cząstki
{\displaystyle u^{\mu }=(\gamma ,{\vec {v}}{\frac {\gamma }{c}}).}

### Tw. 3: Długość czterowektora prędkości wynosi 1.
Dowód: Pisząc równość {\displaystyle ds^{2}=\eta _{\mu \nu }dx^{\mu }dx^{\nu }} i dzieląc ją obustronnie przez {\displaystyle ds^{2},} otrzyma się
{\displaystyle 1=\eta _{\mu \nu }{\frac {dx^{\mu }}{ds}}{\frac {dx^{\nu }}{ds}}.}
Korzystając z definicji czterowektora prędkości, otrzymuje się
{\displaystyle 1=\eta _{\mu \nu }u^{\mu }u^{\nu },}
lub równoważnie – po opuszczeniu jednego wskaźnika
{\displaystyle 1=u_{\nu }u^{\nu }.}
Powyższe dwa wzory przedstawiają po prawych stronach wyrażenia na długość 4-wektora prędkości, która wg lewych stron tych równości wynosi 1, cdn.
Uwaga 1: Czterowektor prędkości jest bezwymiarowy – nie ma wymiaru prędkości.
Uwaga 2: Dla światła nie można zdefiniować czterowektora prędkości, gdyż: a) Wartość interwału czasoprzestrzennego dla światła jest zawsze równa zeru – w definicji 4-wektora prędkości mielibyśmy zero w mianowniku. b) Podstawiając do wzoru na {\displaystyle \gamma } wartość {\displaystyle v=c,} uzyska się symbol nieoznaczony.
Uwaga 3: Dla światła nie można dokonać transformacji Lorentza do układu poruszającego się z prędkością światła – wtedy bowiem otrzymuje się zera w mianownikach symbolu {\displaystyle \gamma .}
Uwaga 4: Układ odniesienia związany ze światłem jest w pewnym sensie wyróżniony, bowiem w każdym innym układzie odniesienia prędkość sygnału świetlnego w próżni jest taka sama – niezależnie od tego, z jak wielką prędkością układ ten porusza się np. w stronę źródła światła (co jest wbrew klasycznej fizyce, wg której obserwator w takim układzie mierzyłby prędkość światła większą niż c).
Uwaga 5: Upływ czasu mierzy się w teorii względności za pomocą sygnałów świetlnych. Czy da się zmierzyć upływu czasu w układzie poruszającym się z prędkością światła? Przekształcając wzór {\displaystyle dt=\gamma \,d\tau } otrzyma się
{\displaystyle d\tau =dt{\sqrt {1-{\frac {v^{2}}{c^{2}}}}}}
– wzór ten przedstawia upływ czasu w układzie poruszającym się z prędkością {\displaystyle v,} gdy w układzie spoczywającym upływa czas {\displaystyle dt.} Podstawiając do tego wzoru {\displaystyle v=c,} otrzyma się {\displaystyle d\tau =0} – dla światła czas nie płynie.
Uwaga 6: Długość (norma) 4-wektora prędkości obliczona w czasoprzestrzeni Minkowskiego zależy od przyjętej sygnatury tensora metrycznego. W tym artykule przyjęto sygnaturę (+,---) – wtedy długość wynosi 1. Jeżeli przyjąć sygnaturę (-,+++), to długość wyniesie {\displaystyle -1,} bo wtedy {\displaystyle ||\mathbf {u} ||^{2}=\eta _{\mu \nu }u^{\mu }u^{\nu }=-1.}
Uwaga 7: Jeżeli cząstka pozostaje w spoczynku, tzn. {\displaystyle {\vec {v}}=0} – wtedy jej 4-wektor prędkości ma postać {\displaystyle u^{\mu }=\left(\gamma ,{\vec {v}}{\frac {\gamma }{c}}\right)=(1,0),} czyli jest równoległy do współrzędnej czasowej, której wartość wynosi {\displaystyle u^{0}=1} (bo {\displaystyle \gamma (0)=1}). Oznacza to, że:
Cząstka porusza się w czasoprzestrzeni (wzdłuż linii prostej, równoległej do osi czasowej), mimo że spoczywa w przestrzeni. W czasoprzestrzeni nie istnieje stan spoczynku.

### Czteroprędkość jako wektor styczny do trajektorii cząstki
Geometrycznie czteroprędkość jest wektorem stycznym do linii świata cząstki (unormowanym do 1 lub -1).
Uzasadnienie:
Linia świata cząstki jest definiowana jako krzywa w czasoprzestrzeni (przestrzeni 4-wymiarowej), którą kreśli poruszająca się cząstka; jak każdą krzywą linię świata można zapisać w postaci parametrycznej, tj. podając zależności współrzędnych wektora wodzącego {\displaystyle x^{\mu }=(x^{0},x^{1},x^{2},x^{3})} punktów krzywej od parametru, np. od interwału {\displaystyle s,} czyli
{\displaystyle x^{\mu }(s)=[x^{0}(s),x^{1}(s),x^{2}(s),x^{3}(s)].}
Pochodna wektora wodzącego po parametrze jest wektorem stycznym do krzywej, czyli
{\displaystyle {\vec {u}}_{styczny}={\frac {dx^{\mu }(s)}{ds}}=\left[{\frac {dx^{0}(s)}{ds}},{\frac {dx^{1}(s)}{ds}},{\frac {dx^{2}(s)}{ds}},{\frac {dx^{3}(s)}{ds}}\right].}
Wektor ten jest tożsamy z wcześniej zdefiniowanym 4-wektorem {\displaystyle u^{\mu }={\frac {dx^{\mu }}{ds}},} nazwanym 4-wektorem prędkości cząstki. Jak pokazaliśmy, długość tego wektora wynosi 1 (lub -1 dla sygnatury (-+++)).

## Czterowektor pędu

### Definicja
Kontrwariantnym czterowektorem pędu ciała nazywa się iloczyn 4-wektora prędkości {\displaystyle u^{\mu }} ciała przez {\displaystyle m_{0}c}
{\displaystyle p^{\mu }=m_{0}cu^{\mu },}
gdzie: {\displaystyle m_{0}} – masa spoczynkowa cząstki. Wykorzystując wzór {\displaystyle u^{\mu }=(\gamma ,{\vec {v}}{\frac {\gamma }{c}})} otrzymamy
{\displaystyle p^{\mu }=m_{0}\gamma (c,{\vec {v}})}

### Długość 4-wektora pędu
Korzystając z ogólnego wzoru na długość dowolnego 4-wektora, kwadrat długości 4-wektora pędu przyjmie postać
{\displaystyle ||\mathbf {p} ||^{2}=\eta _{\mu \nu }p^{\mu }p^{\nu }}
Podstawiając {\displaystyle p^{\mu }=m_{0}\gamma (c,{\vec {v}}),} otrzymamy
{\displaystyle ||\mathbf {p} ||^{2}=m_{0}^{2}c^{2}.}
Widać, że długość 4-wektora pędu jest stałą liczbą {\displaystyle m_{0}c,} czyli niezależny od układu współrzędnych, w którym się ja oblicza.
Uwaga: Do fotonów nie stosuje się transformacja Lorentza oraz fotony mają zerową masę spoczynkową, dlatego powyższej definicji 4-pędu nie można zastosować do fotonów.

### Wyrażenie 4-pędu przez energię i pęd ciała
Energię całkowitą ciała i 3-wektor pędu ciała definiuje się następująco
{\displaystyle E=m_{0}\gamma c^{2},}
{\displaystyle {\vec {p}}=m_{0}\gamma {\vec {v}}.}
Podstawiając powyższe wielkości do definicji 4-wektora pędu otrzyma się równoważną postać
{\displaystyle p^{\mu }=\left({\frac {E}{c}},{\vec {p}}\right).}
Składowymi czterowektora pędu są energia i pęd cząstki – dlatego wektor ten nazywa się też 4-wektorem energii-pędu:
a) współrzędna czasowa jest równa energii cząstki podzielonej przez prędkość światła
{\displaystyle p^{0}=m_{0}c\gamma ={\frac {m_{r}c^{2}}{c}}={\frac {E}{c}}}
b) współrzędne przestrzenne są składowymi 3-wektora pędu cząstki
{\displaystyle p^{i}=m_{0}cu^{i}=m_{0}cv^{i}{\frac {\gamma }{c}}=m_{0}\gamma v^{i},}
gdzie: {\displaystyle m_{r}=m_{0}\gamma } – tzw. masa relatywistyczna cząstki.
Uwaga: 3-wektor pędu (pęd relatywistyczny) jest iloczynem masy relatywistycznej i prędkości cząstki.

### Związek między energią, pędem i masą
Obliczając długość 4-wektora pędu zapisanego w postaci {\displaystyle p^{\mu }=\left({\frac {E}{c}},{\vec {p}}\right)} i porównując otrzymaną wielkość z wyrażeniem {\displaystyle ||\mathbf {p} ||^{2}=m_{0}^{2}c^{2},} otrzyma się zależność
{\displaystyle \left({\frac {E}{c}}\right)^{2}-p^{2}=m_{0}^{2}c^{2},}
czyli
{\displaystyle E^{2}=m_{0}^{2}c^{4}+p^{2}c^{2}.}
Powyższe wzór na energię relatywistyczną cząstki stanowi podstawę do konstrukcji równań mechaniki kwantowej relatywistycznie niezmienniczych – równania Kleina-Gordona (opisującego cząstki bez spinu) i równania Diraca (opisującego elektrony, pozytony i inne fermiony o spinie 1/2).

## Czterowektor siły

### Definicja
Czterowektorem siły nazywa się pochodną czteropędu względem interwału czasoprzestrzennego:
{\displaystyle K^{\mu }={\frac {dp^{\mu }}{ds}}}
lub równoważnie – korzystając ze wzoru {\displaystyle p^{\mu }=\left({\frac {E}{c}},{\vec {p}}\right)}
{\displaystyle K^{\mu }=\left({\frac {dE/c}{ds}},{\frac {d{\vec {p}}}{ds}}\right).}

### Współrzędne przestrzenne czterowektora siły
Część przestrzenna czterowektora siły ma więc postać
{\displaystyle {\vec {K}}={\frac {d{\vec {p}}}{ds}}.}
Powyższy wzór można przekształcić, wprowadzając 3-wektor siły w postaci
{\displaystyle {\vec {F}}={\frac {d{\vec {p}}}{dt}}}
– identyczny wzór podał już Newton, formułując II zasadę dynamiki; Einstein zmodyfikował newtonowski wzór na pęd, zastępując iloczyn masy i prędkości wyrażeniem {\displaystyle {\vec {p}}=m\gamma {\vec {v}}.}
Ponieważ {\displaystyle ds=c\,dt{\frac {1}{\gamma }},} to {\displaystyle {\vec {K}}} przyjmie postać
{\displaystyle {\vec {K}}={\vec {F}}{\frac {\gamma }{c}}.}
Oznacza to, że: składowa przestrzenna 4-siły jest proporcjonalna do 3-wektora siły.

### Współrzędna czasowa czterowektora siły
Różniczkujemy wyrażenie na długość 4-wektora prędkości po interwale czasoprzestrzennym
{\displaystyle 1=\eta _{\mu \nu }u^{\nu }u^{\mu },}
co daje
{\displaystyle 0=\eta _{\mu \nu }{\frac {du^{\nu }}{ds}}u^{\mu }+\eta _{\mu \nu }u^{\nu }{\frac {du^{\mu }}{ds}}.}
Korzystając z faktu, że tensor metryczny {\displaystyle \eta _{\mu \nu }} jest symetryczny, otrzyma się
{\displaystyle 0=\eta _{\mu \nu }u^{\mu }{\frac {du^{\nu }}{ds}}.}
Mnożąc powyższe wyrażenie przez {\displaystyle m_{0}c} i podstawiając {\displaystyle p^{\mu }=m_{0}cu^{\mu },} otrzyma się
{\displaystyle 0=\eta _{\mu \nu }p^{\mu }{\frac {dp^{\nu }}{ds}}.}
Korzystając z definicji czterowektora siły {\displaystyle K^{\mu }={\frac {dp^{\mu }}{ds}},} otrzyma się
{\displaystyle 0=\eta _{\mu \nu }p^{\mu }K^{\nu }}
lub równoważnie (po opuszczeniu wskaźnika)
{\displaystyle 0=p_{\nu }K^{\nu },}
czyli
{\displaystyle 0=p_{0}K^{0}+p_{i}K^{i}}
(gdzie sumowanie przeprowadza się po {\displaystyle i=1,2,3}). Wyznaczając część czasową czterowektora siły, otrzyma się
{\displaystyle K^{0}=-p_{i}K^{i}=-{\frac {-p^{i}K^{i}}{p_{0}}}={\frac {{\vec {p}}\cdot {\vec {F}}\gamma /c}{E/c}}={\frac {{\vec {p}}\cdot {\vec {F}}}{E}}\gamma .}

### Wyrażenie czterowektora siły przez pęd, energię i siłę
Wykorzystując otrzymane wzory na {\displaystyle K^{0}} i {\displaystyle {\vec {K}}={\vec {F}}{\frac {\gamma }{c}},} czterowektor siły zapiszemy w postaci
{\displaystyle K^{\mu }=\left({\frac {{\vec {p}}\cdot {\vec {F}}}{E}}\gamma ,{\vec {F}}{\frac {\gamma }{c}}\right).}
Widać stąd, że czterowektor siły wyraża się przez prędkość, pęd i energię cząstki oraz siłę działającą na cząstkę.

## Czterowektor falowy
(1) Czterowektor falowy – to czterowektor przypisany fali świetlnej lub fali materii poruszającej się w kierunku {\displaystyle {\vec {k}}} (gdzie {\displaystyle {\vec {k}}} – wektor falowy fali), o częstotliwości {\displaystyle \omega }
{\displaystyle k^{\mu }=\left({\frac {\omega }{c}},{\vec {k}}\right).}
(2) Kwadrat długości tego 4-wektora wynosi
{\displaystyle \|k^{\mu }\|^{2}=\left({\frac {\omega }{c}}\right)^{2}-{\vec {k}}\cdot {\vec {k}}.}
(3) Jeżeli rozważaną falą jest fala materii, to słuszne są zależności podane przez de Broglie’a pomiędzy częstotliwością fali i jej wektorem falowym, a energią cząstki i jej pędem
{\displaystyle E=\hbar \omega ,}
{\displaystyle {\vec {p}}=\hbar {\vec {k}},}
gdzie {\displaystyle \hbar } – stała Plancka podzielona przez {\displaystyle 2\pi .}
Czterowektor {\displaystyle k^{\mu }} wyrażony przez {\displaystyle E,{\vec {p}}} przyjmie postać
{\displaystyle k^{\mu }={\frac {1}{\hbar }}\left({\frac {E}{c}},{\vec {p}}\right)}
lub
{\displaystyle k^{\mu }={\frac {1}{\hbar }}p^{\mu }.}
Korzystając ze wzoru na długość 4-wektora pędu, otrzymamy
{\displaystyle \|k^{\mu }\|^{2}=\left({\frac {\omega }{c}}\right)^{2}-{\vec {k}}\cdot {\vec {k}}=\left({\frac {m_{0}c}{\hbar }}\right)^{2},}
gdzie {\displaystyle m_{0}} – masa cząstki.

## Czterowektor gęstości prądu
Czterowektor gęstości prądu – to czterowektor przypisany prądowi elektrycznemu (składowa czasowa jest relatywistyczną gęstością ładunku {\displaystyle \rho ,} pomnożoną przez prędkość światła; składowa przestrzenna jest wektorem gęstości prądu elektrycznego {\displaystyle {\vec {j}}})
{\displaystyle j^{\mu }=\left(c\rho ,{\vec {j}}\right).}